# Friedrich-Engels-Hof
Der Friedrich-Engels-Hof ist ein Gemeindebau in der Ehamgasse 8 im 11. Wiener Gemeindebezirk Simmering.

## Geschichte
Im Roten Wien der Zwischenkriegszeit entstanden zahlreiche kommunale Wohnbauten, vor allem in den von vielen Arbeitern bewohnten Außenbezirken Favoriten und Simmering. In der Zeit von 1923 bis 1926 wurden rund um den Simmeringer Herderplatz und den 1930 eröffneten Herderpark insgesamt sechs Gemeindebauten errichtet. Neben dem Friedrich-Engels-Hof waren dies die Wohnanlagen Alfons-Petzold-Hof, Dr.-Franz-Klein-Hof, Widholzhof, Josef-Scheu-Hof und der benachbarte Karl-Höger-Hof.
Der Friedrich-Engels-Hof wurde von 1925 bis 1926 nach Entwürfen der Architekten Franz Kaym, Alfons Hetmanek und Hugo Gorge errichtet. Benannt ist der Gemeindebau nach dem Politiker und marxistischen Philosophen Friedrich Engels. Zur Zeit des Austrofaschismus und der NS-Diktatur war das „S“ aus der Aufschrift entfernt, als Engel-Hof verlor der Name des Baus mit diesem Buchstaben einen für das damalige Regime unliebsamen politischen Bezug.
Von 2006 bis 2008 erfolgte eine Sanierung der Anlage, wobei unter anderem die Fenster und Türen erneuert wurden und ein Anschluss an die Fernwärme erfolgte. Durch einen Dachgeschoßausbau sind 13 neue Wohnungen entstanden.

## Architektur und Gestaltung
Die 177 Wohnungen umfassende und denkmalgeschützte Wohnanlage befindet sich hinter der 1911 errichteten Volksschule Herderplatz und wird durch die Herbortgasse, Ehamgasse und entlang einer konkav geschwungenen Straßenfront durch den Herderplatz begrenzt. Der östliche Teil des Häuserblocks gehört nicht mehr zum Friedrich-Engels-Hof, hier befinden sich entlang der Grillgasse ein bereits seit 1900 bestehendes und zwei weitere Wohnhäuser.
Auffälligstes Merkmal der Wohnanlage sind ebenso wie beim benachbarten und vom selben Architekten-Team entworfenen Karl-Höger-Hof ein manche Fenster umgebendes geometrisches Fassadendekor. Im Hof befindet sich ein Brunnen, die Steinskulpturen Schreitender Mann und Schreitende Frau wurden von Karl Stendal gestaltet. Neben dem Eingangstor befindet sich eine Gedenktafel, die an die Familie Feuchtbaum erinnert, die 1938 von den Nationalsozialisten aus dem Haus vertrieben wurde.